# Classe Iassen
La classe Iassen, du mot russe : Ясень signifiant « frêne », est le code OTAN pour la classe de sous-marins nucléaires d'attaque de 4e génération de la Marine russe.
La dénomination russe est « Projekt 885 ». La tête de classe de deux bâtiments, le Severodvinsk (du nom de la ville où il a été construit), a été lancé en 2010. Polyvalent, son armement (plusieurs types de missiles de croisière et de torpilles) lui permettra de mener une vaste gamme de missions, dont le combat littoral.

## Historique

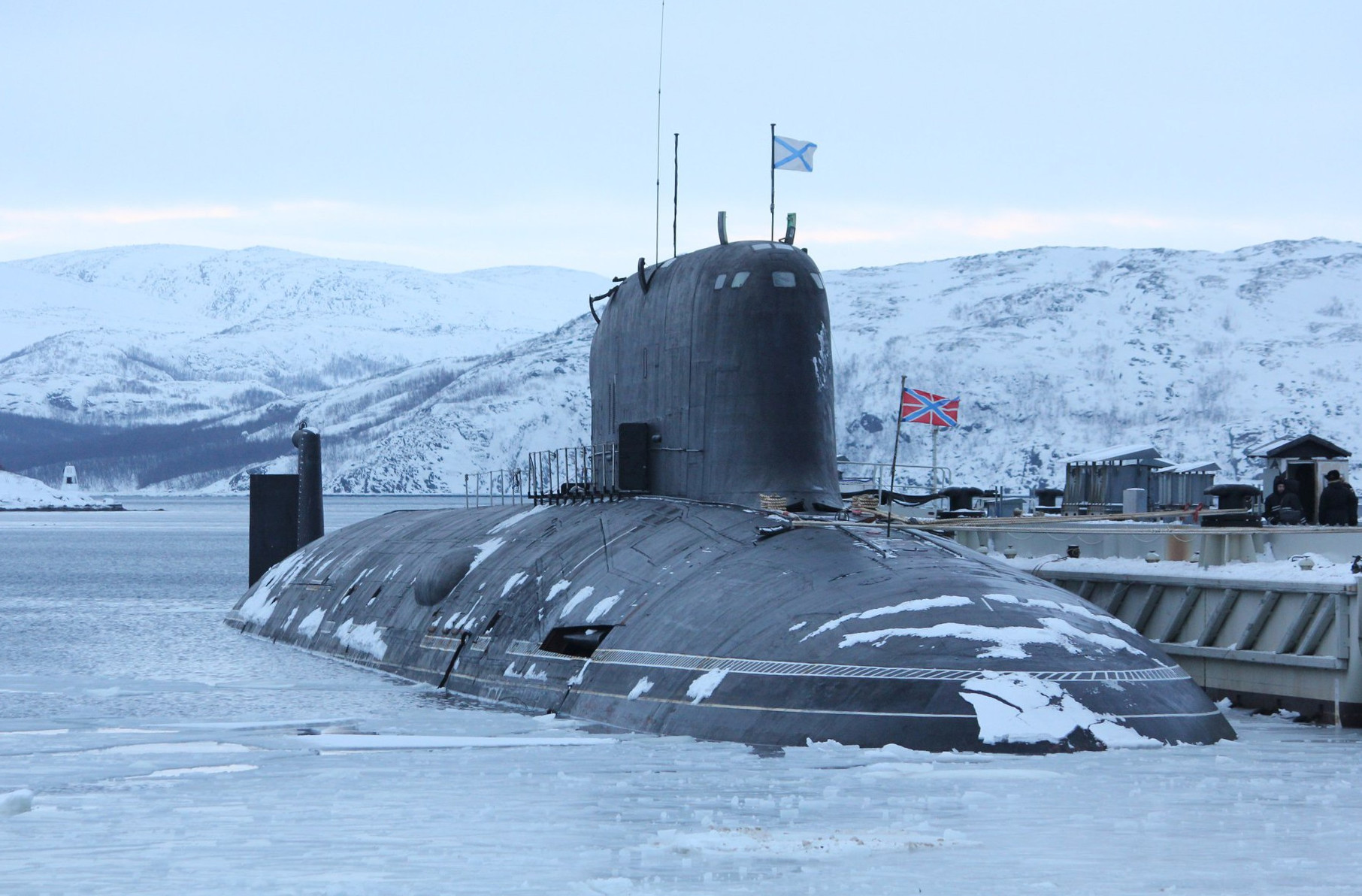
Le K-560 Severodvinsk.

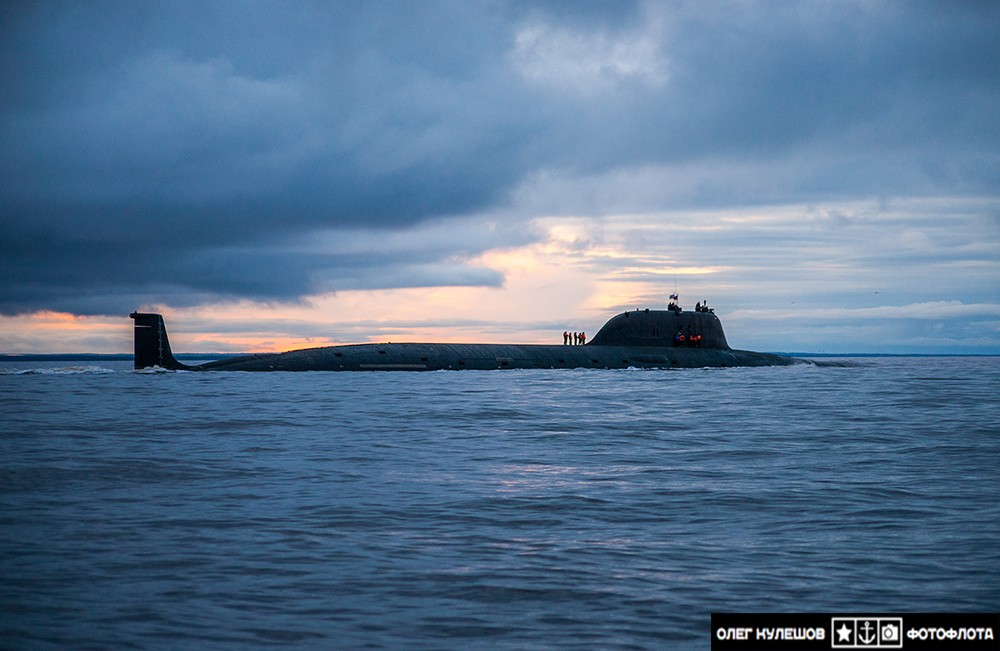
Le K-560 Severodvinsk en surface le 16 mai 2016.

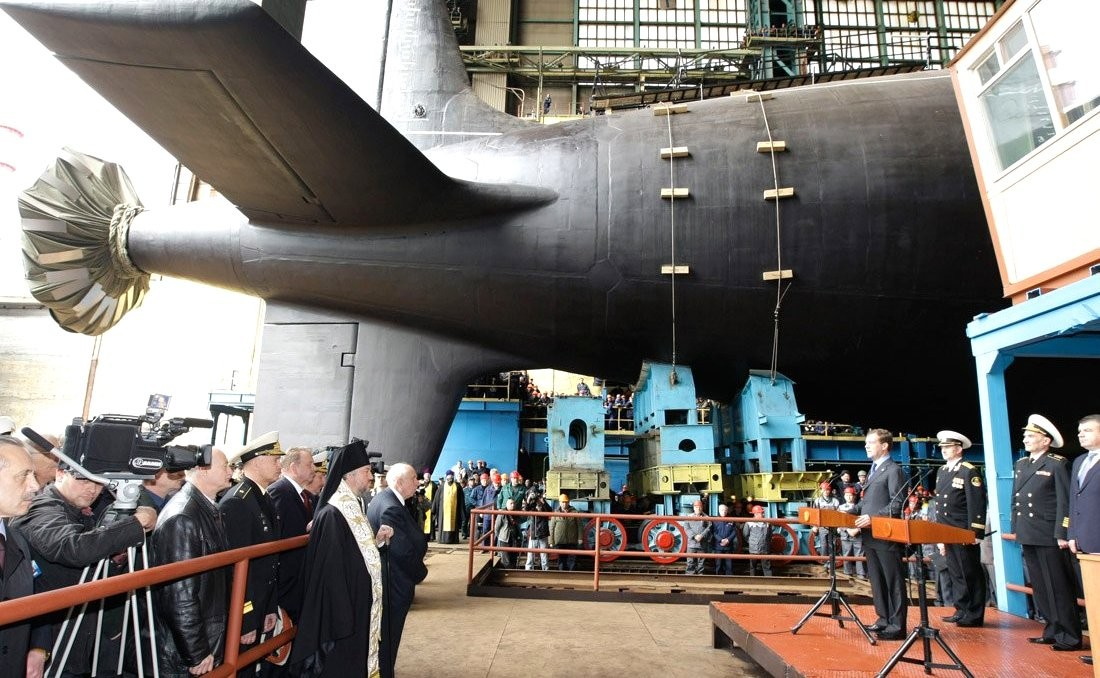
Le K-560 Severodvinsk lors de sa cérémonie de lancement le 15 juin 2010.

Schéma du sous-marin, la capsule éjectable se trouve au chiffre 11

La classe Iassen est dérivée des sous-marins nucléaires d'attaque de la classe Akoula et la classe Alfa et bénéficie des études des projets 705A et 705D. Le développement de la classe Iassen a été lancé en vue de remplacer les SNA de type Victor III (projet 671RTM). La construction des SNA de classe Iassen commence au début des années 1990. La découpe de la première tôle du Severodvinsk débute en 1992 puis, en raison de problèmes financiers, la fabrication est stoppée de 1996 à 1999 (voire 2001), date à laquelle certaines sources le disent achevé à seulement 10 %. D'autres sources affirment en 2008 qu'entre un et trois navires de ce type auraient été mis en chantier. En 2003, Sevmash aurait reçu des financements supplémentaires pour accélérer la fin de la construction du Severodvinsk. Dès lors, le coût de la construction a dû être révisé et en 2008, les financements totalisent 4 milliards de roubles (115 millions d'euros). La classe Iassen fait partie du plan d'armement 2007-2015 de 4 900 milliards de roubles (140 milliards d'euros), dont un quart est destiné au renouvellement de la flotte. Finalement le lancement du Severodvinsk a eu lieu le 15 juin 2010 alors que le navire n'était achevé qu'à 80 %, sa mise en service étant alors prévue pour 2011. Un second exemplaire, le Kazan, a été mis sur cale le 26 juillet 2009 en vue d’une mise en service en 2014.
Le Severodvinsk sous-marin, en phase de tests dans la ville de Severodvinsk fin 2011 rencontre des problèmes majeurs avec son système de missiles. Le navire ne sera pas prêt avant 2013. Le système de missiles livré par les sous-traitants serait « de fabrication et de finition médiocre » et est aussi qualifié d'incomplet. Il s'agit en l'occurrence du système de missiles Calibre (nouveau modèle) et du P-800 Oniks son ainé (NPO Mashinostroyenia). Le système de combat lui, semble satisfaire au cahier des charges mais serait en l'état incompatible avec le système de missiles livré.
Le temps des tests en mer supplémentaires requis pour revalider les systèmes et leur interaction sera - après travail en amont - de 180 jours. Soit, six mois en mer.
Initialement, la marine russe tablait sur la production d’une trentaine d'unités mais en 2010, l’objectif vise désormais la mise en service de six exemplaires. Le Perm, dernier de la série est mis à l'eau en mars 2025,.
Cette classe est équipée d'une capsule éjectable.

## Comparaisons
| Caractéristique | Suffren            | Seawolf                  | Virginia                 | Akula                                    | Iassen                         | Astute             |
| --- | ------------------ | ------------------------ | ------------------------ | ---------------------------------------- | ------------------------------ | ------------------ |
| Pays | France             | États-Unis               | États-Unis               | Russie                                   | Russie                         | Royaume-Uni        |
| Mise en service | 2022-2029          | 1997-2005                | 2004-                    | 1984-2001                                | 2013-                          | 2007 -             |
| Unités construites/à construire (a) | 3/6                | 3/0                      | 19/17                    | 15/0                                     | 5/4                            | 4/3                |
| Longueur | 99,5 m.            | 108 m.                   | 115 m.                   | 110,6 m.                                 | 119 m.                         | 97 m.              |
| Maître-bau | 8,8 m.             | 7,6 m.                   | 10 m.                    | 13,6 m.                                  | 13 m.                          | 11,3 m.            |
| Tirant d'eau | 7,3 m.             | 6,4 m.                   | ?                        | 10,4 m.                                  | ?                              | ?                  |
| Déplacement en plongée | 5 300 t.           | 9 138 t.                 | 7 900 t.                 | ~13 000 t.                               | 13 800 t.                      | 7 800 tonnes       |
| Vitesse (b) | 25 nœuds (46 km/h) | 35 nœuds (65 km/h)       | 25 nœuds (46 km/h)       | 28 nœuds (52 km/h)                       | 28 nœuds (52 km/h)             | 29 nœuds (54 km/h) |
| Profondeur (c) | 350 m.             | 490 m.                   | > 240 m.                 | 520 m.                                   | 450 m.                         | > 300 m.           |
| Équipage | 65                 | 140                      | 135                      | 85                                       | 90                             | 98                 |
| Armement (d) : - Torpilles - Missiles anti-navires - Missiles de croisière | F21 Exocet MdCN    | Mark 48 Harpoon Tomahawk | Mark 48 Harpoon Tomahawk | Type 65 ou 53 RPK 6 ou 7 RK-55 ou Kalibr | Type 65 Kalibr ou Oniks Kh-101 | Spearfish Tomahawk |
| Nbre armes dont : - Tubes lance-torpilles - Salle des torpilles - Armes à lanct vertical | 24 4 20 0          | 14 4 10 0                | 38 4 22 12               | 40 8 32 0                                | 72 10 30 32                    | 38 6 32 0          |
| Autres caractéristiques |                    |                          |                          |                                          |                                |                    |
| (a) : Situation courant 2020. Inclut des unités désarmées (par exemple pour les classes Rubis ou Akula) (b) : la valeur exacte n'est pas disponible. La vitesse à laquelle la marche du sous-marin est silencieuse (caractéristique essentielle) n'est pas disponible. (c) : la valeur exacte n'est pas disponible. (d) : L'emport de mines ou de drones sous-marins, caractéristique commune à tous les modèles n'est pas précisé. (e) : Les caractéristiques des sonars (portée...) le niveau sonore, et d'autres caractéristiques essentielles, ne sont pas disponibles. |                    |                          |                          |                                          |                                |                    |

## Armements
Le sous-marin russe est équipé de :
- 8 tubes de lancement verticaux quadruples pour 32 missiles de croisière SS-N-30A SIZZLER (3M14K) Kalibr ou 24 missiles antinavires P-800 Oniks[12]
- 10 tubes de 533 mm pour 24 torpilles UGST-M Fizik[13],[14] ou missile antinavire RPK-7 Vorobei[12].

## Navires
| Projet | Nom                | Quille posée     | Lancé             | Admis au service actif | Flotte              |
| ------ | ------------------ | ---------------- | ----------------- | ---------------------- | ------------------- |
| 885    | K-560 Severodvinsk | 21 décembre 1993 | 15 juin 2010,     | 30 décembre 2013       | Flotte du Nord      |
| 885M   | K-561 Kazan        | 24 juillet 2009, | 8 avril 2017      | 7 mai 2021             | Flotte du Nord      |
| 885M   | K-573 Novossibirsk | 26 juillet 2013, | 25 décembre 2019  | 21 décembre 2021       | Flotte du Pacifique |
| 885M   | K-571 Krasnoïarsk  | 27 juillet 2014, | 30 juillet 2021   | 30 novembre 2023,      | Flotte du Pacifique |
| 885M   | K-564 Arkhangelsk  | 19 mars 2015,    | 29 novembre 2023, | 20 décembre 2024       | Flotte du Nord      |
| 885M   | Perm               | 31 juillet 2016  | 27 mars 2025      | 2025                   | Flotte du Pacifique |
| 885M   | Oulianovsk         | 28 juillet 2017  |                   | 2026                   | à déterminer        |
| 885M   | Voronej            | 20 juillet 2020  |                   | 2027                   | Flotte du Nord      |
| 885M   | Vladivostok        | 20 juillet 2020  |                   | 2028                   | Flotte du Pacifique |